# Antonius Haakma van Roijen
Antonius Haakma van Roijen (Onderdendam, 20 januari 1830 - Den Haag, 4 november 1893) was een Nederlands advocaat, burgemeester en ondernemer.

## Familie
Haakma van Roijen, lid van de familie Van Roijen (Ieper), was een zoon van mr. Adriaan Jan van Roijen (1809-1874) en Wilhelmina Tresling (1805-1863). Hij trouwde met Margaretha Everharda Stratingh (1833-1867), dochter van prof. Sibrandus Stratingh, en na haar overlijden met Laurentia Joanna Starck (1839-1921).

## Loopbaan
Haakma van Roijen studeerde rechten aan de Groninger Hogeschool en promoveerde in 1853. Hij vestigde zich als advocaat in Onderdendam. In augustus 1858 werd hij plaatsvervangend kantonrechter (1858-1860). Hij werd, nog geen maand later, benoemd tot burgemeester van Bedum. In 1860 werd hij, op eigen verzoek, eervol ontslagen en verhuisde naar Den Haag, waar hij werkzaam was als advocaat bij de Hoge Raad der Nederlanden. Van 1864 tot aan zijn overlijden was hij directeur van de door zijn grootvader in 1806 opgerichte verzekeringsmaatschappij, de Bataafsche Brandwaarborgmaatschappij. In 1876 werd hij commissaris van de Zuidhollandsche Credietvereniging, waarvan hij in 1883 directeur werd.
In 1879 deed Haakma van Roijen mee aan de Tweede Kamerverkiezingen en het jaar erop aan de verkiezingen voor de Provinciale Staten, maar werd beide keren niet verkozen.
Haakma van Roijen overleed in 1893 op 63-jarige leeftijd.